# Baylor College of Medicine
Koordinaten: 29° 42′ 37,8″ N, 95° 23′ 47,4″ W

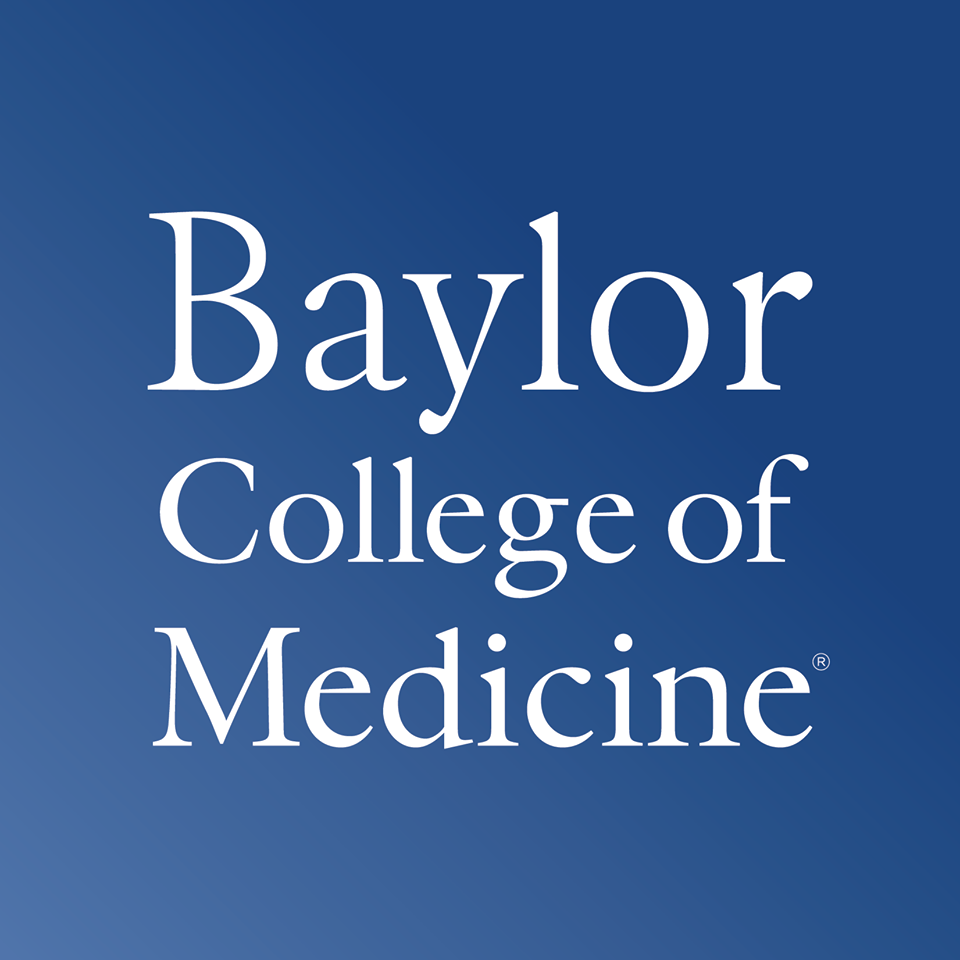
Logo

Das Baylor College of Medicine (BCM) früher Baylor University College of Medicine, ist eine private Einrichtung in den USA und vereint eine Medizinische Fakultät und ein Forschungszentrum. Es hat am Humangenomprojekt teilgenommen (Human Genome Project). BCM besteht aus vier akademischen Komponenten: School of Medicine, Graduate School of Biomedical Sciences; School of Health Professions, National School of Tropical Medicine.
Es liegt im Texas Medical Center in Houston und damit im größten medizinischen Komplex der Welt. Das BCM gehört zu den anerkanntesten Medizinischen Hochschulen der USA. Präsident ist Paul Klotman, Kanzler ist Bert W. O’Malley (Stand 2024).
Die Baylor College of Medicine Graduate School of Biomedical Sciences belegt bei den besten Promotionsprogrammen für biologische Wissenschaften in den USA Platz 26.

## Geschichte

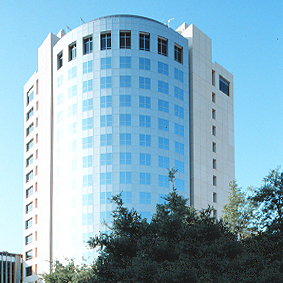
Alkek Building des Baylor College of Medicine, Neubau (2008) für die Graduate School of Biomedical Sciences

Das College wurde 1900 in Dallas gegründet und öffnete dort mit 81 Studenten. 1903 wurde es mit der Baylor University in Waco verbunden, sodass der Name zu Baylor University College of Medicine wurde. 1943 zog es nach Houston um. 1948 wurde der Herzchirurg Michael E. DeBakey der Dekan der Chirurgie, womit der Aufstieg in eine internationale Bekanntheit begann. Von der Baylor Universität trennte es sich 1969 und nahm den heutigen Namen an. Seitdem gab es einen rasanten Ausbau, der auch die Zahl der Ärzte in Texas vermehrt hat. Eine neue 850-Betten-Klinik wurde 2014 übernommen: Baylor St. Luke's Medical Center.

## Zahlen zu den Studierenden
Jährlich werden 185 Studierende immatrikuliert. Im Herbst 2020 hatte das College 1.607 Studierende, die alle auf einen höheren Studienabschluss hinarbeiteten. Davon waren 57 % Frauen und 43 % Männer. 25 % bezeichneten sich als asiatisch, 12 % als Hispanic/Latino.